# More (chanson)
Pour les articles homonymes, voir More.
Pistes de Mondo cane
I Pescatori Di Ragjput Gli Squali Free Way
More est une chanson italo-britannique composée par Riz Ortolani, Nino Oliviero et Norman Newell en 1962. Il s'agit d'une adaptation avec paroles du morceau Ti Guarderò Nel Cuore, extrait de la bande originale du film italien Mondo cane. More est nommée à l'Oscar de la meilleure chanson originale et reçoit le Grammy Award de la chanson de l'année en 1963 et, depuis, est devenue un standard.

## Lena Horne 1963 Album "Lena Like Latin"
Enregistrée en anglais (sauf mentions contraires) par :
- Herb Alpert & The Tijuana Brass sur l'album Volume 2
- Ed Ames
- Shirley Bassey
- Matteo Brancaleoni
- Alma Cogan
- Nat King Cole
- Harry Connick Jr
- Vic Dana
- Bobby Darin
- Doris Day
- Mike Douglas
- The Drifters
- Connie Francis
- Sergio Franchi
- John Gary
- Erroll Garner
- Marvin Gaye
- Robert Goulet
- Earl Grant (instrumental)
- Vince Guaraldi
- Jack Jones
- Marianne Kock (en suédois : Mer)
- Steve Lawrence
- Brenda Lee
- Julie London
- Peggy March (en allemand : Das kann der Anfang unserer Liebe sein)
- Tony Martin
- Roy Orbison
- Joe Pass (instrumental)
- Ringo Shiina
- Frank Sinatra avec l'orchestre de Count Basie sur l'album It Might as Well Be Swing
- Richard Tucker
- Jerry Vale
- The Ventures (instrumental)
- Andy Williams
- Carol Williams
- Kai Winding (instrumental) avec Jean-Jacques Perrey, no 8 au Billboard Hot 100 en 1963
- Rika Zaraï , Où êtes-vous ?, 12/1963[3].
- The Young Rascals
- Jim Nabors
- Donald Braswell II
- Byron Lee & The Dragonnaires
- Caterina Valente

### Single de Danny Williams
Le premier single (instrumental) sort dans la foulée de la bande originale en juin 1963 chez United Artists Records. À la même époque sortent d'autres singles chantés sur les paroles de Newell par Martin Denny (chez Liberty Records), Steve Lawrence (chez Columbia Records), Della Reese (chez RCA Victor) et Charlie Byrd (chez Riverside Records), entre autres.

## Récompenses
- 1963 : Grammy Award de la chanson de l'année.